# Regina (banda)
Regina es una banda de rock formada en Sarajevo, Bosnia & Herzegovina, en 1990. Tres de sus miembros, Denis, Aleksandar y Bojan empezaron a tocar en un garaje. Les resultó difícil encontrar al cantante adecuado, pero, finalmente, encontraron a Davor Ebner. La banda tuvo mucho éxito en toda Yugoslavia. Su mayor inspiración es la banda irlandesa U2. Cuando la guerra de Bosnia estalló, los miembros de la banda se fueron a Serbia, donde estuvieron hasta el año 2000. Ese mismo año, Aleksandar decide iniciar su carrera en solitario. La banda se reunió otra vez en un festival serbio en 2006.

## Discografía
- Regina (1990)
- Ljubav nije za nas (1991)
- Oteto od zaborava (1994)
- Godine lete (1995)
- Pogledaj u nebo (1995)
- Ja nisam kao drugi (1997)
- Kad zatvorim oči (1999)
- Devedesete (2000)
- Sve mogu ja (2006)
- Vrijeme je  (2009)
- Kad poludimo (2011)

## Eurovisión 2009
La banda representó a Bosnia y Herzegovina en el Festival de la Canción de Eurovisión 2009 con la canción Bistra Voda(Agua Clara). En la primera semifinal logaron 125 puntos, Montenegro y Turquía les dieron 12 puntos. En la final quedaron novenos con 106 puntos.